# Étienne Tshisekedi

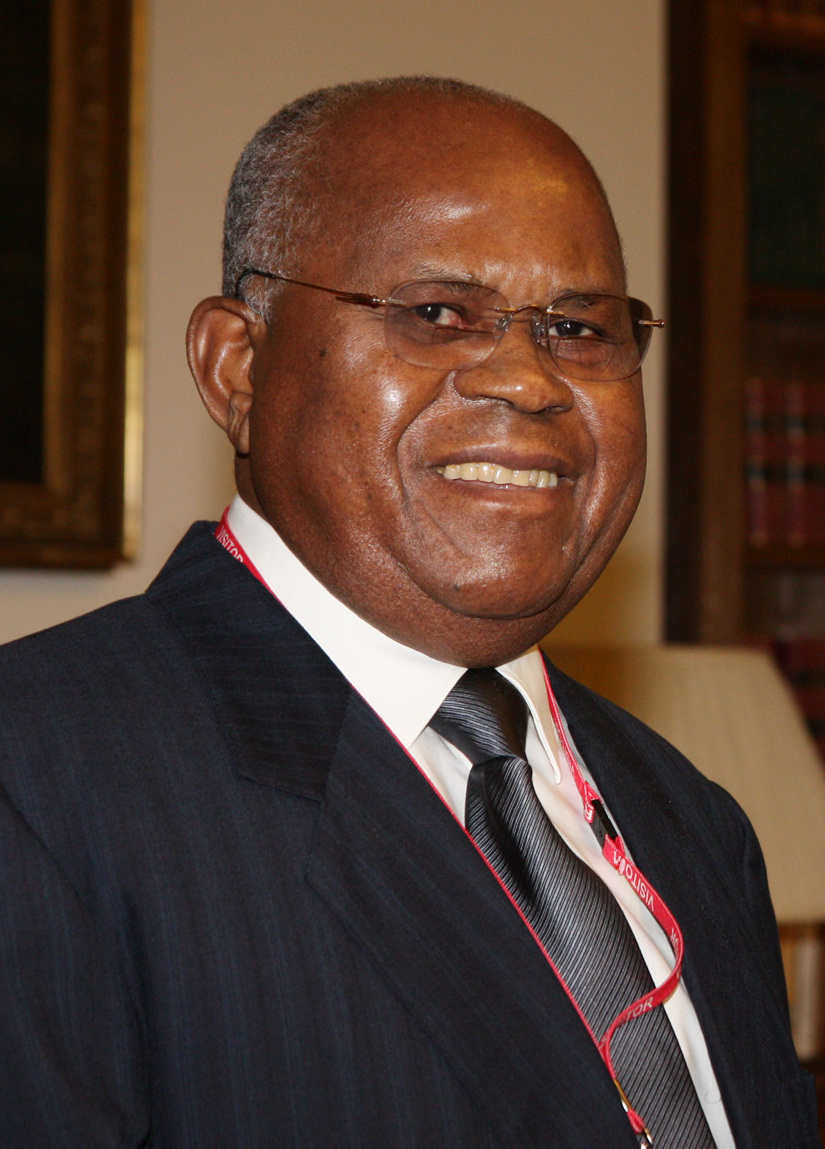
Tshisekedi em 2011.

Étienne Tshisekedi wa Mulumba (Kananga, República Democrática do Congo, 14 de dezembro de 1932  − Bruxelas, Bélgica, 1 de fevereiro de 2017) foi um político quinxassa-congolês que liderava a União para a Democracia e Progresso Social (UDPS), um partido político na República Democrática do Congo. Um líder de longa data da oposição, atuou como primeiro-ministro do país (então chamado Zaire) em três breves ocasiões: em 1991, 1992-1993 e 1997.
Tshisekedi foi o principal líder da oposição congolesa durante décadas. Embora tenha servido no governo do ditador Mobutu Sese Seko em várias posições, também liderou a campanha contra Mobutu e foi um dos poucos políticos que desafiaram aquele ditador.
Tshisekedi e seu partido UDPS boicotaram as eleições organizadas em 2006 alegando que as mesmas foram fraudulentas e já estavam manipuladas sistematicamente com antecedência.
Foi candidato a presidente do Congo nas eleições de 2011 que muitos observadores nacionais e internacionais, nomeadamente o Carter Center, declararam carecer de credibilidade e transparência. Tendo oficialmente perdido para o incumbente Joseph Kabila, Tshisekedi, no entanto, se declarou o "presidente eleito" do Congo. As polícias e guardas presidenciais de Kabila foram posteriormente estacionadas em torno da residência de Tshisekedi, colocando-o sob prisão domiciliar não-oficial.